# Heraklonas (împărat)
Heraklonas (n. 618 d.Hr., Lazica⁠(d), Rusia – d. 641 d.Hr., Rodos, Imperiul Otoman), uneori numit greșit Heraclius II, a fost împărat bizantin în perioada Februarie - Septembrie 641, fiul lui Heraclius și Martina.
El a fost botezat Constantin Herakleios, dar diminutivul Heraklonas (micul Heraclius) a devenit numele prin care este cunoscut și care este specificat în majoritatea textelor contemporane lui.
Heraklonas s-a născut probabil la Lazica, când tatăl său era în campanie împotriva perșilor. El a fost al patrulea fiu al lui Heraclius, dar doi dintre ei erau grav bolnavi, incapabili să preia tronul. Pe 4 Iulie, 638 a fost numit Augustus, iar la moartea tatălui său a devenit împărat împreună cu fratele său cel mare, Constantin III.
Moartea prematură a lui Constantin III l-a lăsat pe Heraklonas singur împărat în Mai, 641. Dar o suspiciune că Martina și Heraklonas l-ar fi otrăvit pe Constantin, a creat o revoltă condusă de generalul Valentius, care l-a forțat pe Heraklonas să îl facă pe Constans, fiul lui Constantin, co-împărat. Heraklonas cu mama sa, Martina au fost mutilați, iar el a fost exilat pe insula Rodos, unde a murit un an mai târziu.